# ラーニー・ムカルジー

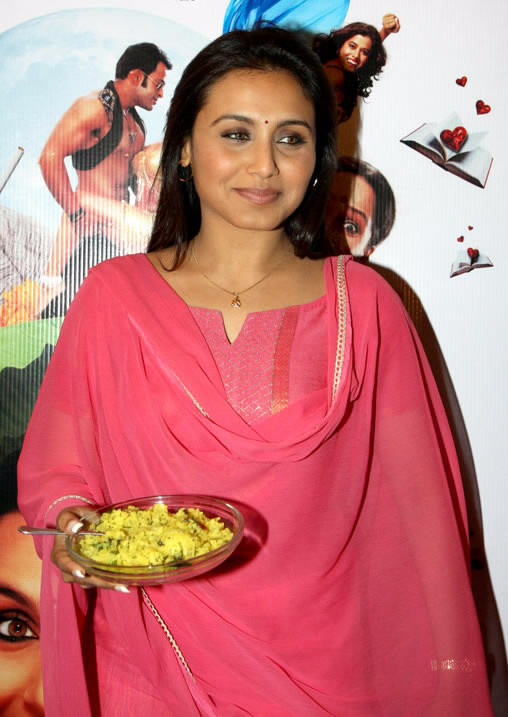
イベントにて（2012年）

ラーニー・ムカルジー（ベンガル語: রাণী মুখার্জী、ヒンディー語: रानी मुखर्जी、英語: Rani Mukerji、1978年3月21日 - ）は、インドの女優。姓は ムカジー、ムケルジー などとも表記される。主にインド映画、なかでもボリウッド映画で活動している。

## 略歴
1978年インド・カルカッタ（現コルカタ）に生まれる。父は映画監督、母はプレイバックシンガーというベンガル人映画一家の出身。同じく女優のカジョールは従姉にあたる。幼少時代からインド古典舞踊の一つであるオリッシーを学んだ。
1997年に女優としてボリウッドにデビュー、翌1998年の大ヒット作『Kuch Kuch Hota Hai 』に助演女優として出演。2003年の『Chalte Chalte 』でシャー・ルク・カーンの相手役としてヒロインを演じて以来主演する作品が増え、2004年の大ヒット作『Hum Tum 』でその地位を確立。特に2005年には盲ろう者を演じた『Black 』を始めヒロインとなった4作品が全てヒットし、名実ともにボリウッドを代表する女優の一人となった。

## 主な出演作品
- Raja Ki Aayegi Baraat （1997、事実上のデビュー作）
- Ghulam （1998）
- Kuch Kuch Hota Hai （1998、邦題『何かが起きてる』）
- Badal （2000）
- ヘー・ラーム （2000、タミル語映画）
- Chori Chori Chupke Chupke （2001）
- 家族の四季 -愛すれど遠く離れて- （2001）
- Mujhse Dosti Karoge! （2002）
- Saathiya （2002）
- Chalte Chalte （2003）
- Chori Chori （2003）
- レッド・マウンテン （2003）
- Yuva （2004）
- Hum Tum （2004）
- Veer-Zaara （2004）
- Black （2005）
- Bunty Aur Babli （2005）
- Paheli （2005）
- Mangal Pandey: The Rising （2005）
- Kabhi Alvida Naa Kehna （2006、邦題『さよならは言わないで』）
- Baabul （2006）
- Ta Ra Rum Pum （2007）
- Laaga Chunari Mein Daag （2007）
- Saawariya （2007）
- Thoda Pyaar Thoda Magic （2008）
- Dil Bole Hadippa! （2009）
- No One Killed Jessica （2011）
- 女戦士 （2014）
- 女戦士 2 （2019）